# Monodaeus cristulatus
Monodaeus cristulatus is een krabbensoort uit de familie van de Xanthidae. De wetenschappelijke naam van de soort is voor het eerst geldig gepubliceerd in 1988 door Guinot & Macpherson.